# Henryk IV, część 1

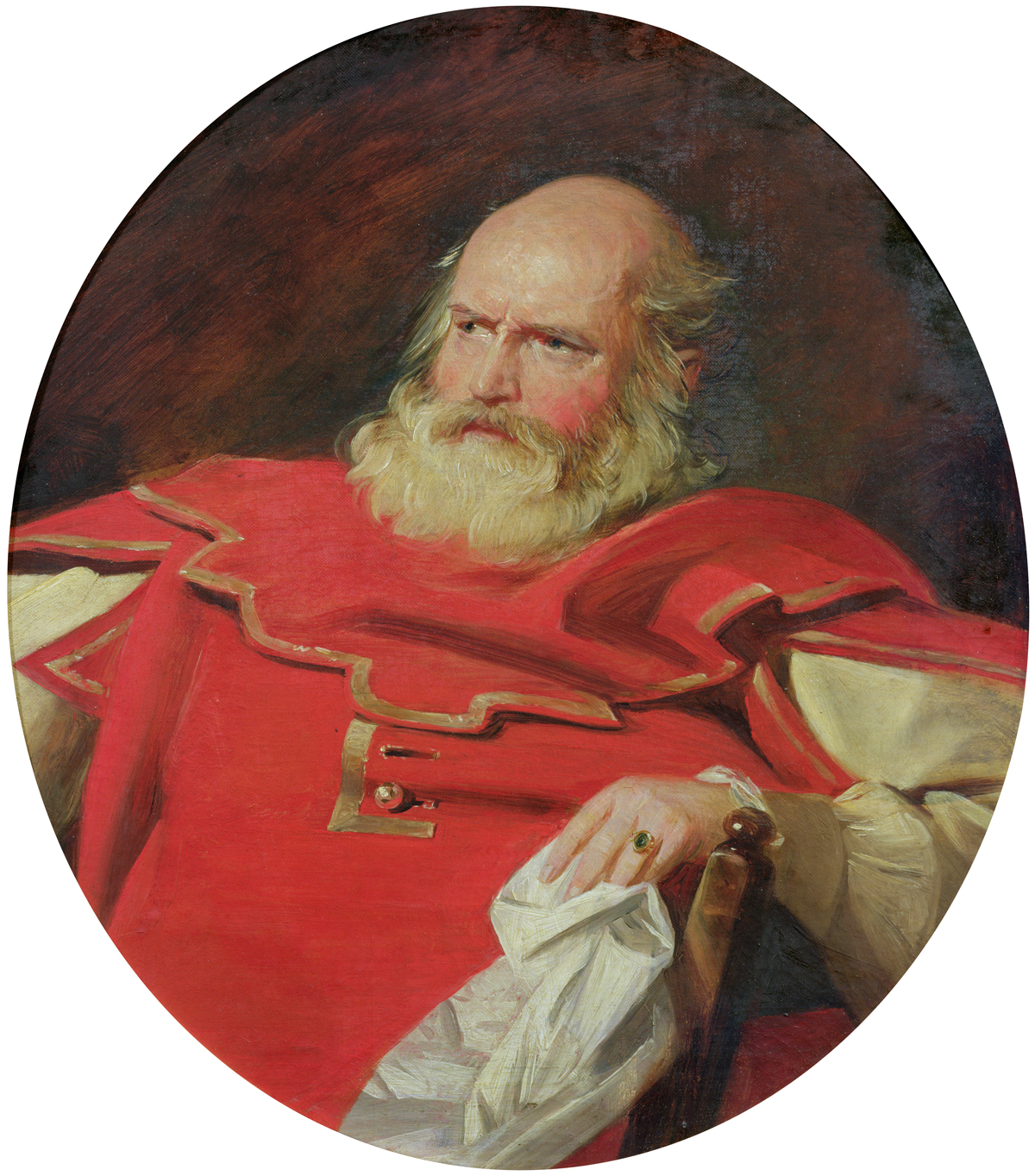
Falstaff, autor: Charles Robert Leslie

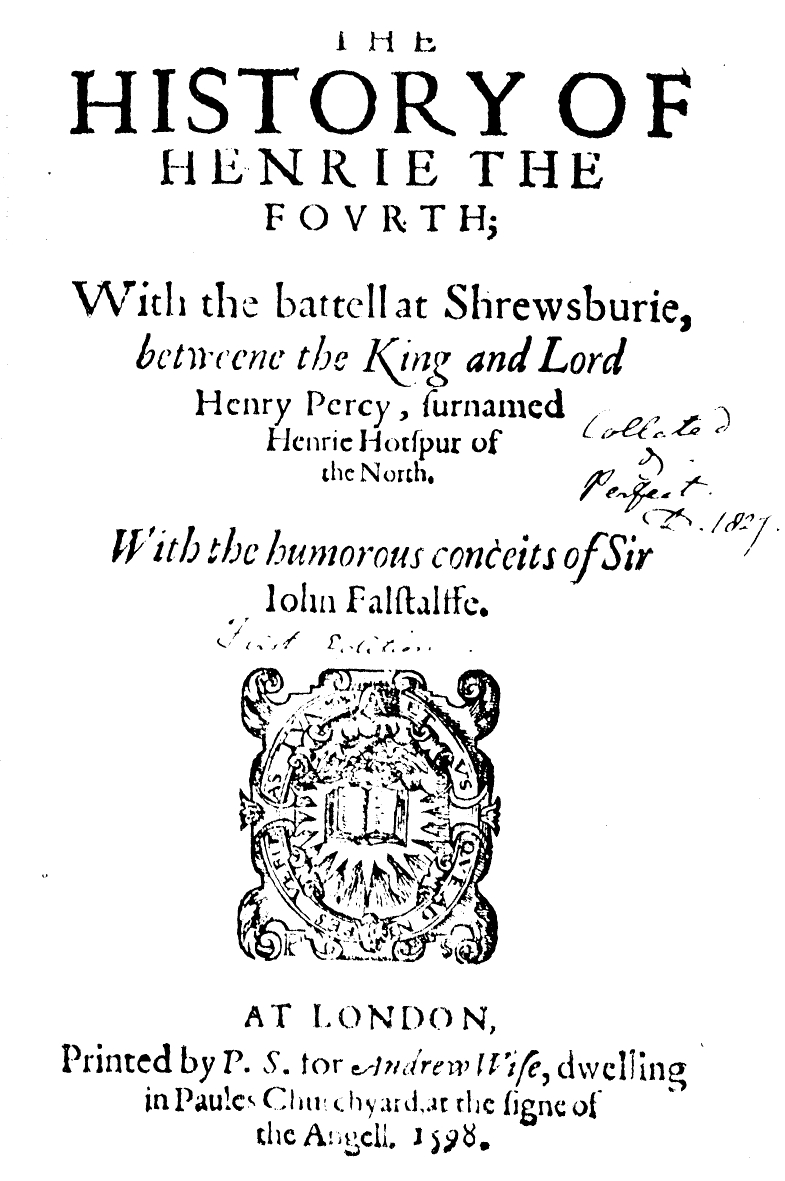
Strona tytułowa pierwszego wydania (1598)

Henryk IV, część 1 (ang. Henry IV, Part 1) – kronika napisana przez Williama Shakespeare’a około roku 1596, opisująca losy króla Henryka IV, władającego Anglią w latach 1399 – 1413. Jest częścią cyklu czterech kronik, tzw. drugiej tetralogii, napisanych przez Szekspira, w skład którego wchodzą: Henryk IV (2 części), Ryszard II i Henryk V. Część pierwsza opisuje dzieje od bitwy pod Humbleton Hill w 1402 roku, aż po bitwę pod Shrewsbury w połowie 1403 roku.

## Pierwsze inscenizacje i wydania
Sztuka ta po raz pierwszy była inscenizowana prawdopodobnie w 1597 roku. Już od samego początku swojego istnienia była bardzo popularna i ceniona, zarówno wśród publiczności, jak i wśród krytyków. Pierwsze znane przedstawienie miało miejsce 6 marca 1600 roku, wykonane zostało dla flamandzkiego ambasadora.
Początkowo, w wydaniach z lat 1597 – 1598 nazywana była The History of Henrie the Fourth, okładka zaś promowała ją jako zawierającą historię Henry’ego Percy, postaci historycznej, znanego dowódcy, a także Falstaffa, komicznej postaci stworzonej przez Szekspira.

## Geneza
Główną inspiracją do napisania utworu dla Szekspira było drugie wydanie Kronik Raphael Holinsheda, w których autor przywołuje utwór Edward Halla The Union of the Two Illustrious Families of Lancaster and York. Znawcy Szekspira podejrzewają także, że Szekspirowi znany był wiersz Samuela Daniela o wojnie domowej.

## Manuskrypt Deringa
Manuskrypt Deringa, najstarsza zachowana wersja jakiejkolwiek ze sztuk Szekspira, zawiera wspólną wersję obydwu części Henryka IV. Znawcy Szekspira zgadzają się ze sobą, że Manuskrypt Deringa został zredagowany ok. 1613 r, prawdopodobnie dla użytku prywatnego bądź przedstawień amatorskich przez Edwarda Deringa (1598-1644) w jego rezydencji Surrendor Manor w Kencie, gdzie manuskrypt został odkryty. Obecnie znajduje się on w Bibliotece Folgera w Waszyngtonie.

## Bohaterowie
- Król Anglii Henryk IV

- Książę Henryk (Harry, Hal)

- Sir John Falstaff

- Henry Percy (Hotspur)

- Owen Glendower